# Cocconotus retiarius
Cocconotus retiarius är en insektsart som beskrevs av Carl Stål 1874. Cocconotus retiarius ingår i släktet Cocconotus och familjen vårtbitare. Inga underarter finns listade i Catalogue of Life.